# Nathalie Bioko
Nathalie Bioko Makongi, connue sous le nom de Nathalie Bioko, est une footballeuse congolaise. Elle a été membre de l'équipe nationale féminine de la RD Congo.

## Carrière en club
Bioko a joué pour Grand Hôtel en République démocratique du Congo.

## Carrière internationale
Bioko a été sélectionnée pour la République Démocratique du Congo au niveau senior lors du Championnat d'Afrique féminin 2006,.